# Stortjärnen (Sorsele socken, Lappland, 725951-159019)
Stortjärnen är en sjö i Sorsele kommun i Lappland och ingår i Umeälvens huvudavrinningsområde. Sjön har en area på 0,0812 kvadratkilometer och ligger 358,3 meter över havet.

## Delavrinningsområde
Stortjärnen ingår i det delavrinningsområde (725738-159129) som SMHI kallar för Inloppet i Hemsjön. Medelhöjden är 366 meter över havet och ytan är 20 kvadratkilometer. Räknas de 3 avrinningsområdena uppströms in blir den ackumulerade arean 82,67 kvadratkilometer. Abmobäcken som avvattnar avrinningsområdet har biflödesordning 4, vilket innebär att vattnet flödar genom totalt 4 vattendrag innan det når havet efter 279 kilometer. Avrinningsområdet består mestadels av skog (90 procent). Avrinningsområdet har 0,08 kvadratkilometer vattenytor vilket ger det en sjöprocent på 0,4 procent.